# Medaliści mistrzostw świata w kolarstwie BMX - Cruiser juniorzy
Lista medalistów i medalistek mistrzostw świata w kolarstwie BMX w konkurencji cruiser juniorów.

## Kobiety
| Rok i miejsce              | Złoto           | Srebro             | Brąz            |
| -------------------------- | --------------- | ------------------ | --------------- |
| 2006 São Paulo, Brazylia   | Amanda Geving   | Sarah Walker       | Magalie Pottier |
| 2007 Victoria, Kanada      | Magalie Pottier | Romana Labounková  | Joyce Seesing   |
| 2008 Taiyuan, Chiny        | Mariana Pajón   | Manon Valentino    | Eva Ailloud     |
| 2009 Adelaide, Australia   | Mariana Pajón   | Maartje Hereijgers | Ashley Verhagen |
| 2010 Pietermaritzburg, RPA | Teagan O'Keeffe | Enora Le Roux      | Bianca Quinalha |

## Mężczyźni
| Rok i miejsce                  | Złoto             | Srebro                 | Brąz             |
| ------------------------------ | ----------------- | ---------------------- | ---------------- |
| 1996 Brighton, Wielka Brytania | Scott Beaumont    | Frédéric King          | Scott Burston    |
| 1997 Saskatoon, Kanada         | Thierry Fouilleul | Mickaël Deldycke       | Kevin Royal      |
| 1998 Melbourne, Australia      | Warwick Stevenson | Luke Madill            | Michal Prokop    |
| 1999 Adelaide, Australia       | Chad Hernaed      | Michal Prokop          | Medhi Remili     |
| 2000 Córdoba, Argentyna        | Medhi Remili      | Quentin Delescluse     | Jason Ream       |
| 2001 Louisville, USA           | Donny Robinson    | Clement Doby           | Ian Stoffel      |
| 2002 Paulínia, Brazylia        | Santiago Duque    | Jeremy Cotte           | Pablo Gutierrez  |
| 2003 Perth, Australia          | Artūrs Matisons   | Manuel Alejandro López | Thomas Hamon     |
| 2004 Valkenswaard, Holandia    | Augusto Castro    | Jérémy Chaffot         | Aaron Lepp       |
| 2005 Paryż, Francja            | Sifiso Nhlapo     | Jérémy Chaffot         | Josh Oie         |
| 2006 São Paulo, Brazylia       | Joe Sowers        | Fausto Endara          | Edžus Treimanis  |
| 2007 Victoria, Kanada          | Fausto Endara     | Yvan Lapraz            | George Sowers    |
| 2008 Taiyuan, Chiny            | Joris Daudet      | Vincent Pelluard       | Jelle van Gorkom |
| 2009 Adelaide, Australia       | Joris Daudet      | David Oquendo          | Renato Rezende   |
| 2010 Pietermaritzburg, RPA     | David Oquendo     | Benjamin Clarke        | Daniel Franks    |